# Ígor Shelushkov
Ígor Alekséevich Shelushkov (Игорь Алексе́евич Шелушков) (c. 1946-?) es un calculista mental ruso, activo durante la época de la Unión Soviética.

## Semblanza
Shelushkov era capaz de extraer mentalmente raíces de números grandes, así como de calcular el número de sílabas y caracteres de un poema simplemente con escucharlo. Apareció en la película soviética de divulgación científica filmada en 1968 "Seven Steps Beyond the Horizon", en la que extraía mentalmente la raíz sexta de un número de 12 dígitos y la raíz 77 de otro número de varias cifras.
También compitió con el ordenador soviético Mir, extrayendo la raíz 77 de un número de 148 dígitos en 18 segundos, mientras que la computadora tardó unos 10 minutos en realizar el mismo cálculo.
Postgraduado en el Instituto Politécnico de Gorki (posteriormente, Universidad Técnica Estatal de Nizhny Novgorod), declaró que utilizaba una tabla de logaritmos memorizada para realizar sus cálculos. Sus habilidades fueron mencionadas por el matemático ruso Vladimir Tvorogov, quien asistió a una de sus actuaciones, y por el psicólogo Artur Petrovsky. En 1973 fue internado en una institución psiquiática, y no se tienen noticias de su vida posterior.